# Бівак (військова справа)

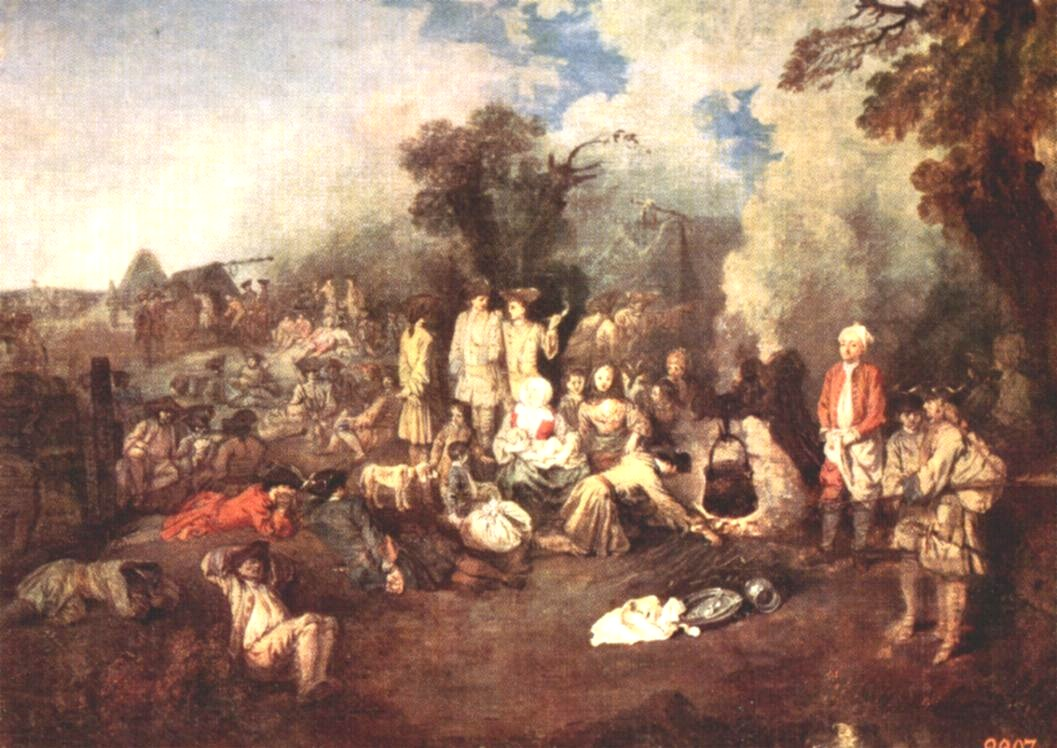
Військо на бівуаку, 1709

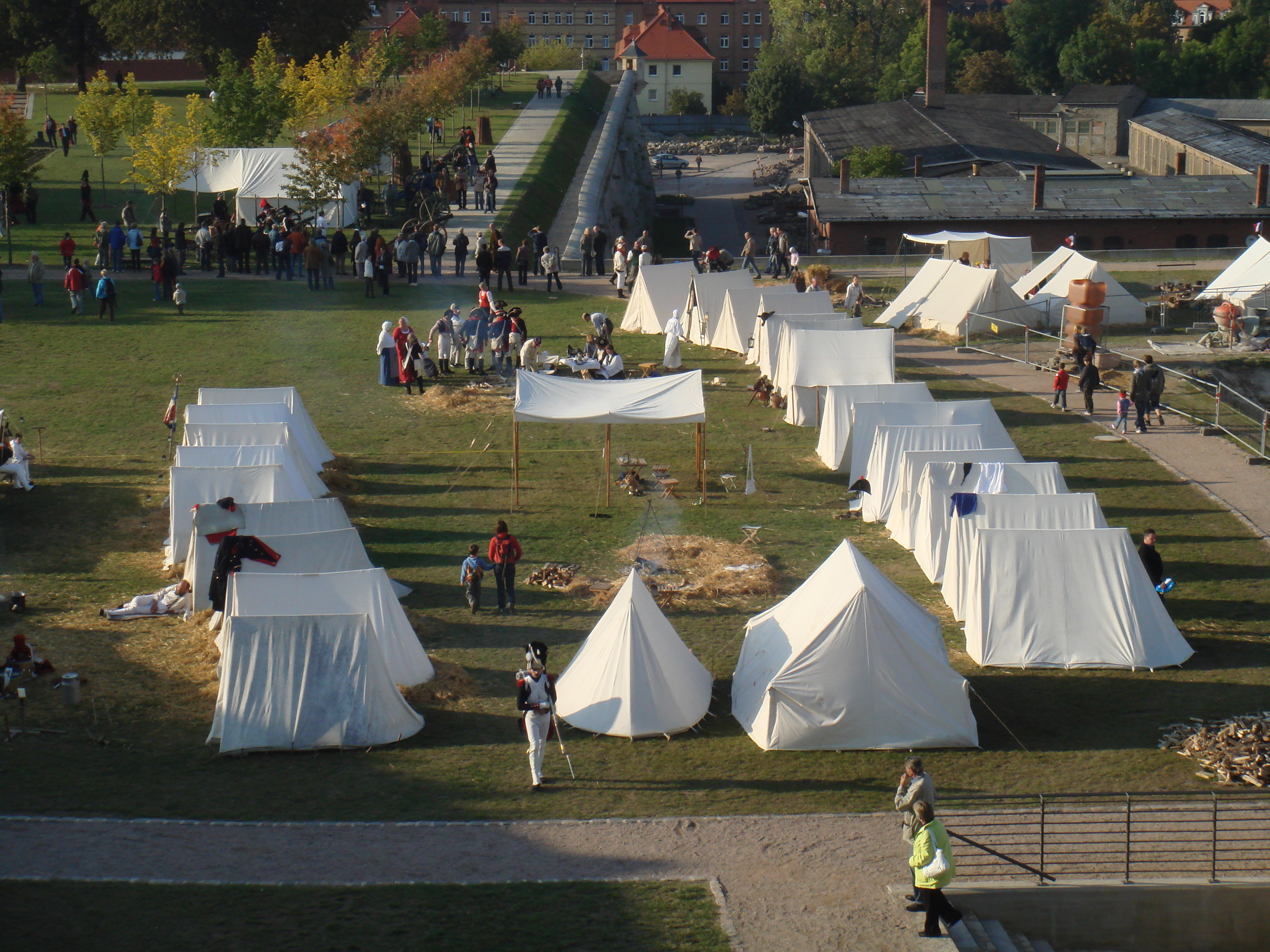
Історична реконструкція військового бівуака на заходах, присвячених ювілею Ерфуртського конгресу, 2000

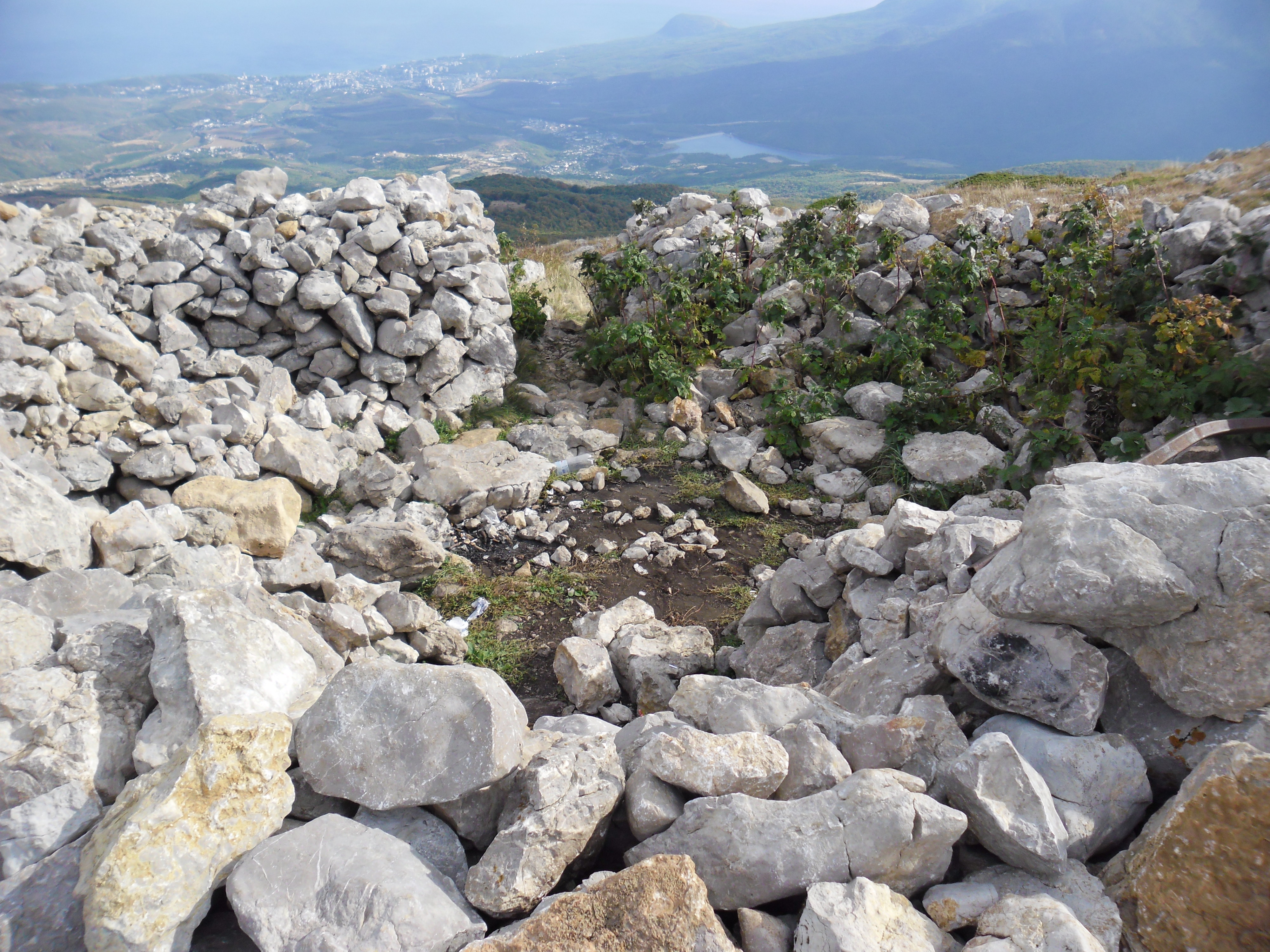
Місце для бівуаку, захищене від вітру. Чатир-Даг. 2011.

Біва́к (від нім. biwak), бівуа́к (фр. bivouac) — у військовій справі — стоянка військ або учасників походу, експедиції тощо поза межами населеного пункту для ночівлі або відпочинку; похідний табір.
При виборі місця для бівуаків враховувалася можливість швидко зайняти вигідну бойову позицію, а також зручність підтримки зв'язку, наявність питних джерел тощо. Обладнання та влаштування бівуаків, порядок розміщення на ньому військ суворо регламентувалися. Особовий склад, артилерія, кухні, а також коні, обози розташовувалися у встановленому порядку, на визначених дистанціях і інтервалах.
Термін «бівуак» нині маловживаний.
У альпінізмі розрізняють сидячий бівуак, холодний бівуак (холодна ночівля) і висячий бівуак.